# Bumireja
Bumireja is een bestuurslaag in het regentschap Cilacap van de provincie Midden-Java, Indonesië. Bumireja telt 6045 inwoners (volkstelling 2010).